# 黎塞留圣母堂

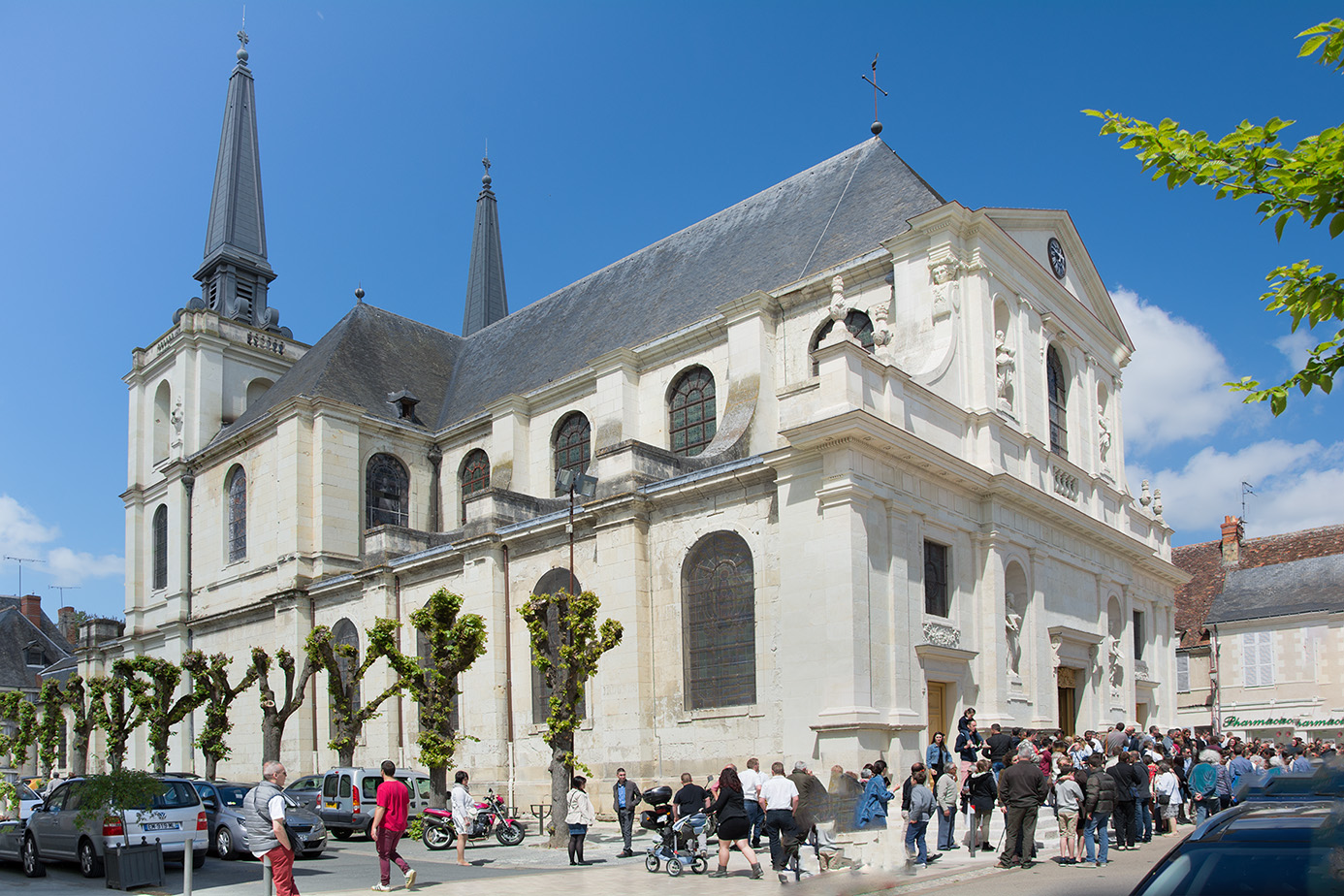

黎塞留圣母堂（法語：église Notre-Dame de Richelieu）是一座罗马天主教教堂，位于法国安德尔-卢瓦尔省黎塞留。
这座教堂是法国神职人员、贵族和政治家黎塞留枢机（1585-1642）1631年城市规划的一部分，由皮埃尔·莱默西尔（Pierre Lemercier）根据他哥哥雅克·莱默西尔（Jacques Lemercier）的古典主义风格设计，建于1633年至1639年间。1638年，黎塞留枢机将该堂交给遣使会管理。同年，皮埃尔·莱默西尔从脚手架上摔下来自杀。他的设计和立面与17世纪早期的教堂建筑风格完美契合，属于适应法国口味的意大利模式。1761年，雕塑家弗洛伦特·勒孔特制作了四位圣史的雕像。法国大革命期间，教堂立面和内部的枢机主教的祭坛和纹章被拆卸。1853年，移居法国的巴伐利亚风琴手路易斯·波恩（Louis Bonn）制作了管风琴。
1921年10月27日，该堂指定为法国历史遗迹。

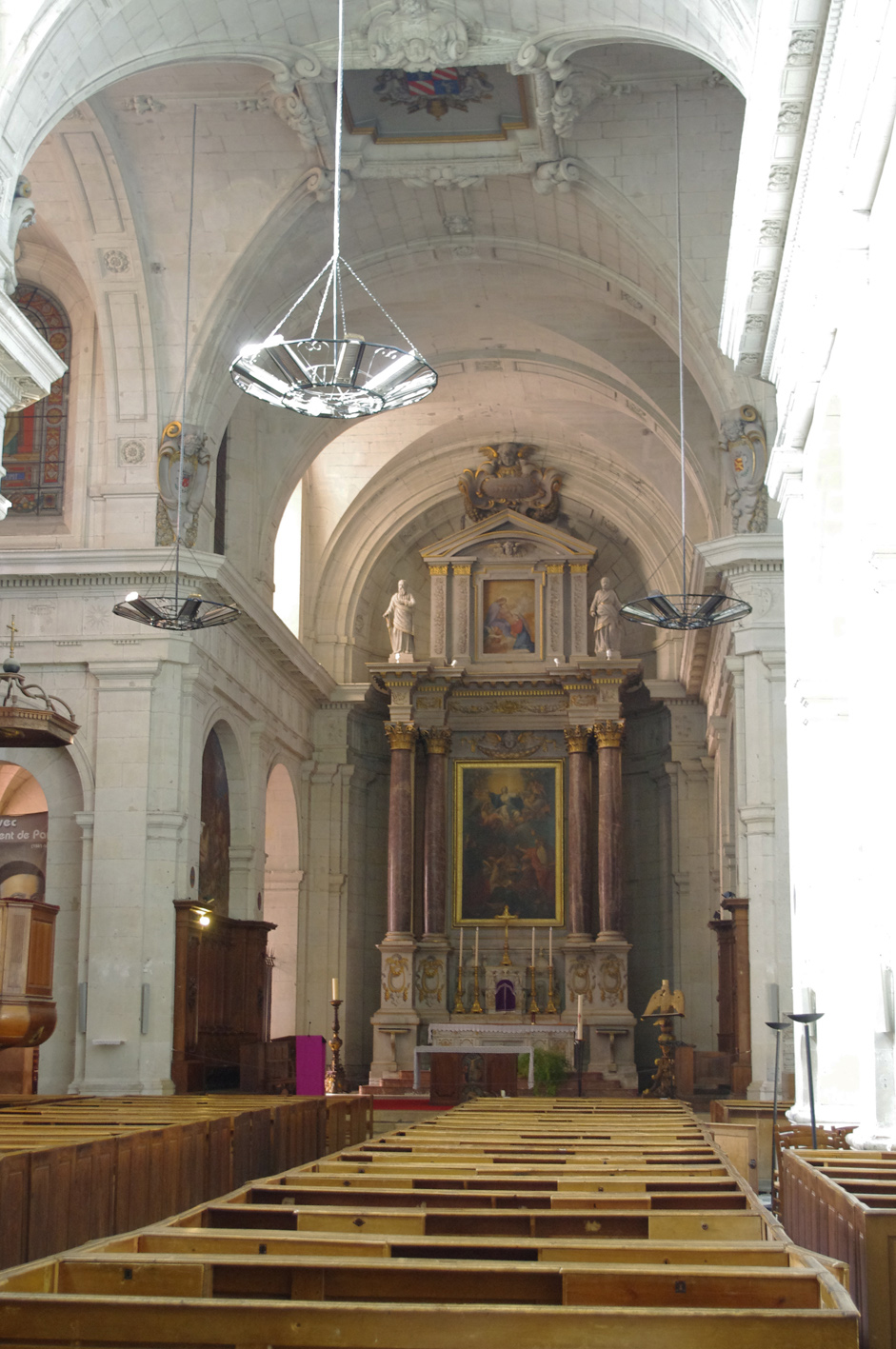
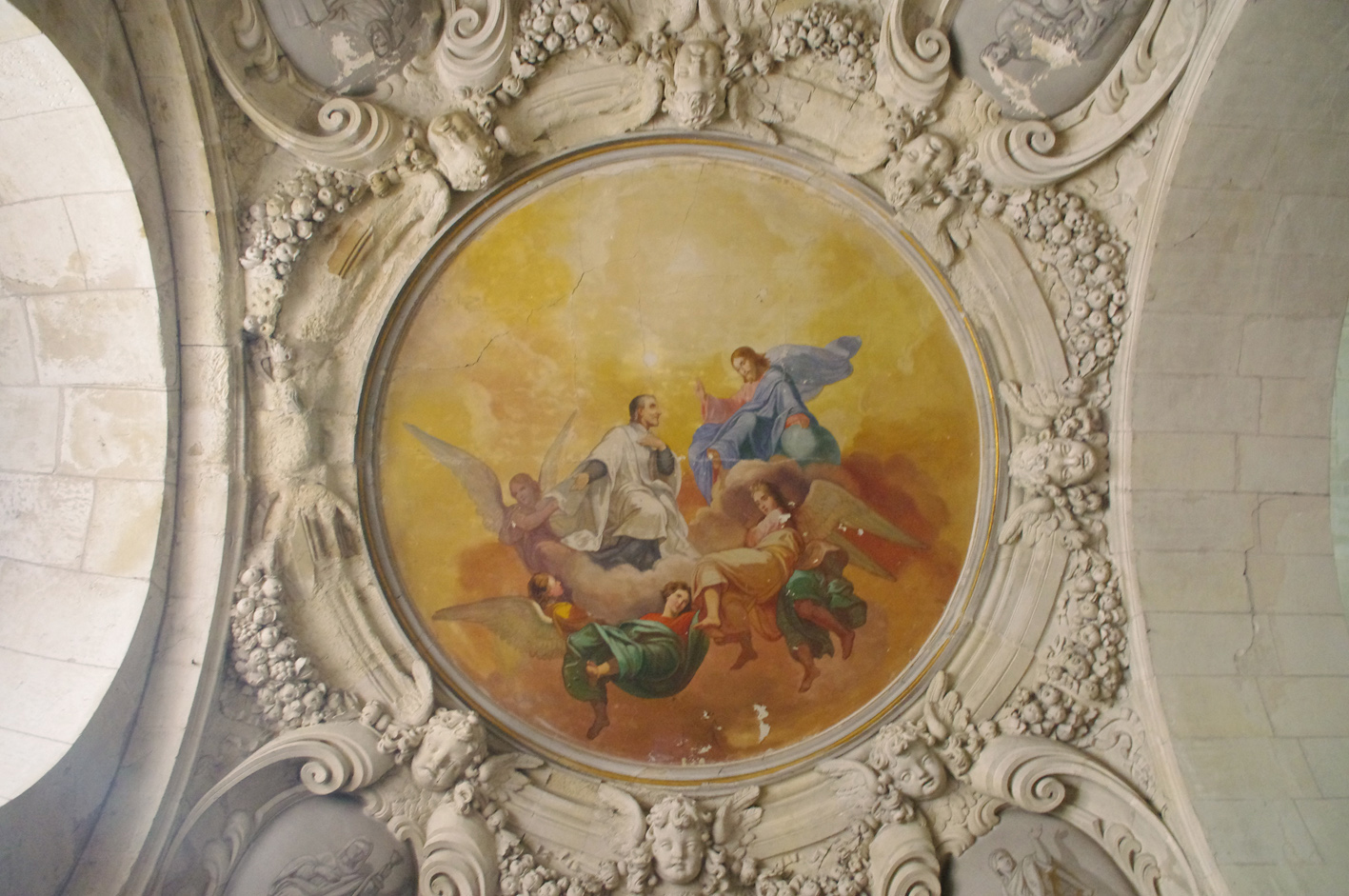
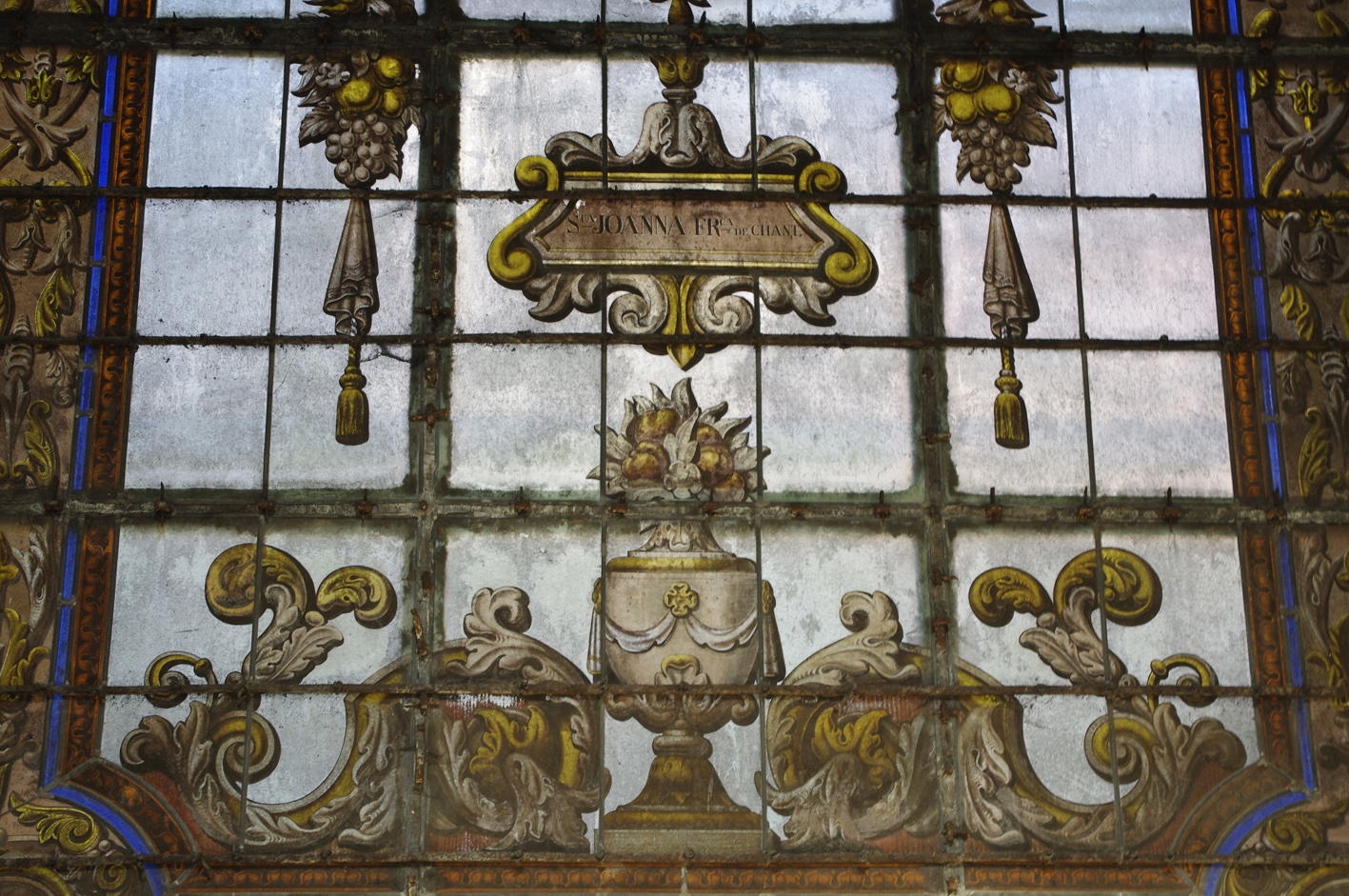